# Константінос Лаїфіс
Константінос Лаїфіс (грец. Κωνσταντίνος Λαΐφης; нар. 19 травня 1993; Паралімні) — кіпрський футболіст, півзахисник клубу АПОЕЛ та національної збірної Кіпру.

## Клубна кар'єра
Вихованець юнацьких команд футбольних клубів «Енозіс Неон» та «Ноттінгем Форест».
У дорослому футболі дебютував 2012 року виступами за команду клубу «Анортосіс», в якій провів чотири сезони, провів 63 матчі в національному чемпіонаті.
Протягом 2013 року виступав за клуб «Алкі» на правах оренди.
Своєю грою за останню команду привернув увагу представників тренерського штабу клубу «Олімпіакос» (Пірей), до складу якого приєднався 2016 року. У складі грецької команди не провів жодного матчу та на правах оренди перейшов до бельгійського клубу «Стандард» (Льєж). У складі команди з Льєжу провів 68 матчів, забив два голи за три сезони. 1 липня 2018 року підписав з бельгійцями повноцінний контракт та відіграв шість сезонів у складі клубу провівши за цей час 172 матчі та забив десять голів.
13 серпня 2024 року Константінос уклав трирічну угоду з клубом АПОЕЛ.

## Виступи за збірні
Протягом 2009—2012 років залучався до складу юнацької збірної Кіпру. На юнацькому рівні зіграв у 10 офіційних матчах.
Протягом 2013—2014 років залучався до складу молодіжної збірної Кіпру. На молодіжному рівні зіграв у 6 офіційних матчах.
У 2014 році дебютував в офіційних матчах у складі національної збірної Кіпру. Наразі провів у формі головної команди країни 51 матч, забив 3 голи.

### Голи в складі збірної
Матч національної збірної.
| No | Дата              | Арена                                                              | Суперник   | Гол | Рахунок | Турнір               |
| -- | ----------------- | ------------------------------------------------------------------ | ---------- | --- | ------- | -------------------- |
| 1. | 13 листопада 2016 | ГСП, Нікосія, Кіпр                                                 | Гібралтар  | 1–0 | 3–1     | кваліфікація ЧС 2018 |
| 2. | 13 листопада 2017 | Республіканський стадіон імені Вазгена Саркісяна, Єреван, Вірменія | Вірменія   | 1–2 | 2–3     | Товариський матч     |
| 3. | 21 березня 2019   | ГСП, Нікосія, [[Кіпр                                               | Сан-Марино | 5–0 | 5–0     | кваліфікація ЧЄ 2020 |

## Титули і досягнення
- Володар Кубка Бельгії (1):

«Стандард»: 2017-18
- Володар Суперкубка Кіпру (1):

АПОЕЛ: 2024